# إرنست ويلارد جيبسون
إرنست ويلارد جيبسون (بالإنجليزية: Ernest Gibson)‏ هو محامي وقاضي وسياسي أمريكي، ولد في 29 ديسمبر 1871 في الولايات المتحدة، وتوفي في 20 يونيو 1940 في نفس البلد. حزبياً، نشط في الحزب الجمهوري. وقد انتخب عضو مجلس نواب فيرمونت وانتخب عضو مجلس النواب الأمريكي وانتخب عضو مجلس الشيوخ الأمريكي عن دائرة فيرمونت.